# Пејџ Парк (Флорида)
Пејџ Парк (енгл. Page Park) насељено је место без административног статуса у америчкој савезној држави Флорида.

## Демографија
По попису из 2010. године број становника је 514, што је 10 (-1,9%) становника мање него 2000. године.
| Група             | 2000.       | 2010.       |
| Белци             | 375 (71,6%) | 295 (57,4%) |
| Афроамериканци    | 16 (3,1%)   | 36 (7,0%)   |
| Азијати           | 1 (0,2%)    | 2 (0,4%)    |
| Хиспаноамериканци | 114 (21,8%) | 155 (30,2%) |
| Укупно            | 524         | 514         |